# Nationalsozialistische Frauenschaft
Nationalsozialistische Frauenschaft (NS-Frauenschaft, pol. Narodowosocjalistyczna Wspólnota Kobiet) – niemiecka organizacja kobieca, afiliowana przy NSDAP.

## Historia
Założony w 1923 przez Elsbeth Zander Niemiecki Zakon Kobiecy (Deutscher Frauenorden), który w 1928 przekształcono w ściśle związany z partią nazistowską Niemiecki Zakon Kobiecy Czerwonej Swastyki (Deutscher Frauenorden Rotes Hakenkreuz). Od 1 października 1931 nosiła nazwę NS-Frauenschaft (Narodowosocjalistyczna Wspólnota Kobiet), którą do kwietnia 1933 kierowała Zander, a następnie (z tytułem Reichsfrauenführerin) Gertrud Scholtz-Klink. 